# Beck-Ola
Beck-Ola är ett album av den brittiska rockgruppen The Jeff Beck Group, utgivet 1969. 
Beck-Ola hade mer originalmaterial än det föregående albumet (Truth), vilket kompletterades med två covers av Elvis Presley-låtar.  Innan detta album hade dessutom Nicky Hopkins blivit fullvärdig medlem och Tony Newman hade tagit över trumstolen från Mick Waller.

## Låtlista
1. "All Shook Up" (Otis Blackwell/Elvis Presley) - 4:53
2. "Spanish Boots" (Jeff Beck/Rod Stewart/Ron Wood) - 3:37
3. "Girl from Mill Valley" (Nicky Hopkins) - 3:49
4. "Jailhouse Rock" (Jerry Leiber/Mike Stoller) - 3:14
5. "Plynth (Water Down the Drain)" (Nicky Hopkins/Rod Stewart/Ron Wood) - 3:09
6. "The Hangman's Knee" (Jeff Beck/Nicky Hopkins/Tony Newman/Rod Stewart/Ron Wood) - 4:49
7. "Rice Pudding" (Jeff Beck/Nicky Hopkins/Tony Newman/Ron Wood) - 7:22

## Medverkande
- Jeff Beck - gitarr, bas
- Rod Stewart - sång
- Ron Wood - bas
- Tony Newman - trummor
- Nicky Hopkins - piano, orgel